# The Unwinding Hours
The Unwinding Hours ist eine britische Rockband. Sie wurde 2008 von den beiden ehemaligen Aereogramme-Mitgliedern Craig B. und Iain Cook gegründet. Ihre Musik wird dem Alternative Rock zugeordnet.

## Bandgeschichte
Die Band begann ursprünglich als Behelfsmittel von Craig B., um nach der Auflösung von Aereogramme zusammen mit Ian Cook an einigen seiner eigenen Songs zu arbeiten. Anfangs noch ohne kommerziellen Hintergrund entstanden einige Songs, und das Projekt The Unwinding Hours begann sich zu konkretisieren. Im August 2009 gab die Band ihre Gründung auf ihrer Myspace-Seite bekannt und am 15. Februar 2010 erschien das selbstbetitelte Debütalbum. Der Name The Unwinding Hours stammt laut Biographie der Band aus Stanley Kubricks Film The Shining und ist dort auf einem Schild vor dem Gold Room zu lesen.

## Diskografie
- 2010: The Unwinding Hours
- 2012: Afterlives